# Унаи
Унаи (порт. Unaí) — муниципалитет в Бразилии, входит в штат Минас-Жерайс. Составная часть мезорегиона Северо-запад штата Минас-Жерайс. Входит в экономико-статистический  микрорегион Унаи. Население составляет 81 245 человек на 2006 год. Занимает площадь 8463,579 км². Плотность населения — 9,6 чел./км².

## История
Город основан 31 декабря 1943 года.
Невдалеке от Унаи находится памятник первобытного наскального искусства — пещера Жентиу.

## Статистика
- Валовой внутренний продукт на 2005 год составляет 787 099 626,00 реалов (данные: Бразильский институт географии и статистики).
- Валовой внутренний продукт на душу населения на 2005 год составляет 9687,00 реалов (данные: Бразильский институт географии и статистики).
- Индекс развития человеческого потенциала на 2000 год составляет 0,812 (данные: Программа развития ООН).

## География
Климат местности: тропический.